# Лоцио
Лоцио (итал. Lozio, ломб. Lóh) — коммуна в Италии, в провинции Брешиа области Ломбардия.
Население составляет 386 человек (2008 г.), плотность населения составляет 16 чел./км². Занимает площадь 23 км². Почтовый индекс — 25040. Телефонный код — 0364.
Покровителями коммуны почитаются святые апостолы Пётр и Павел, а также святые мученики Назарий и Кельсий, празднование 29 июня.

## Демография
Динамика населения:

## Администрация коммуны
- Официальный сайт: http://www.comune.lozio.bs.it/